# Andoni Aranaga
Andoni Aranaga Azkune (født 1. januar 1979) er en spansk professionel cykelrytter, som har cyklet for det professionelle cykelhold Euskaltel-Euskadi.